# E-codices
e-codices è un progetto dell'Università di Friburgo (Istituto di Studi Medievali, Centro per la ricerca sui manoscritti) per la digitalizzazione delle collezioni di manoscritti medievali conservati in Svizzera. Nel sito omonimo è possibile la visualizzazione gratuita della relativa biblioteca digitale.

## Storia
Dopo un progetto pilota di digitalizzazione dei manoscritti della biblioteca dell'Abbazia di San Gallo, nel 2007 Christoph Flüeler avviò la digitalizzazione della Bibliotheca Bodmeriana di Cologny, in Svizzera. Il progetto fu reso possibile dal generoso finanziamento di Loterie Romande, società di servizi pubblici che organizza e gestisce giochi di lotteria e scommesse sportive nei sei cantoni.
Il finanziamento dell'Andrew W. Mellon Foundation copre la digitalizzazione di 355 manoscritti della biblioteca dell'Abbazia di San Gallo risalenti al primo millennio. La collaborazione con e-lib.ch ha permesso di digitalizzare 981 manoscritti provenienti da 42 diverse biblioteche.